# Тулекова џамија
Тулекова или Хаџи Зулфарева џамија је џамија која се налази у бањалучком насељу Новоселија. Названа је Тулековом, због млинарске породице Тулек која ју је одржавала.

## Историјат
Џамија је изграђена 1760. године. Према концепту просторне организације припада типу џамија са отвореним тремом, четвороводним кровом и дрвеном мунаром. Улазни трем и централни молитвени простор повезани су четвороводним кровом у једну целину. Објекат има скоро квадратину основу димензија приближно 7 х 7 метара.
Срушена је током Рата у Босни и Херцеговини 17. маја 1993. године. У периоду од 2003. до 2007. године извршена је градња новог објекта на месту порушеног и то уз употребу савремених материјала. Овом приликом су измењене хоризонталне и вертикалне димензије објекта, као и изглед мунаре.